# Me (álbum de Super Junior-M)
Me(迷) es el álbum debut de la cuarta subagrupación de Super Junior, Super Junior-M. El disco estuvo a a cargo del también productor de las demás subagrupaciones, Lee Soo Man. El proyecto en sí fue ideado para ampliar el mercado de la agrupación en China Continental, sus territorios (Taiwán, Hong Kong) y otros países que utilizan el mismo idioma, creando un álbum con  canciones de estilo k-pop pero en chino mandarín.
Me(迷) incluye 12 temas, entre ellos, versiones en chino mandarín de antiguos sencillos de Super Junior como: U, Don't Don, Marry U, Full of Happiness y Miracle. También hay cinco nuevas canciones en ese mismo idioma, como Me y The One, las cuales fueron especialmente creadas para el evento de los Juegos Olímpicos de Verano de 2008 en Pekín. Además, trae un cover del clásico de Sandy Lam: "At Least I Still Have You" y para la versión coreana del álbum, trae aparte las versiones en ese idioma de Me, Love Song,당신이기에.

## Lista de temas
1. "迷 (Me)" — 3:59
2. "U" (cover de "U" originalmente de  Super Junior ) — 4:08
3. "至少还有你" (nueva versión de "至少还有你") — 4:14
4. "你是我的奇迹 (Miracle)" (cover de "Miracle" originalmente de  Super Junior) — 3:19
5. "爱你爱你 (Love Song)" — 2:57
6. "我抱着我 (In my Arms)" — 3:44
7. "Don't Don" (nueva versión de "Don't Don" originalmente de  Super Junior) — 4:12
8. "Marry U" (nueva versión de  "Marry U" originalmente de  Super Junior) – 3:17
9. "我的二分之一 (Full of Happiness)" (nueva versión de "행복"originalmente de  Super Junior) — 3:29
10. "渴望 (A Man In Love)" (nueva versión de "갈증") — 4:33
11. "这一秒 (The Moment)" — 3:12
12. "The One" — 5:01
13. "迷 (Me)" (Versión en coreano) 1 — 3:59 (tema adicional en el álbum para Corea del Sur)
14. "당신이기에" ("至少还有你" versión en coreano) 1 — 4:14 (tema adicional en el álbum para Corea del Sur)
15. "아이니아이니" ("爱你爱你" versión en coreano) 1 — 2:57 (tema adicional en el álbum para Corea del Sur)

1Estos temas aparecen también, en la versión de lujo para Asia.

## Posicionamiento
| País                                       | Posición inicial | Máxima posición | Ventas     |
| ------------------------------------------ | ---------------- | --------------- | ---------- |
| China Amazon Music Charts                  | #1               | #1              | 2x Platino |
| China Pekín Music Chart                    | #1               | #1              | 2x Platino |
| China Top in Music                         | #3               | #1              | 2x Platino |
| Corea del Sur Hanteo Charts                | #28              | #16             | N/A        |
| Corea del Sur MIAK K-pop Charts            | #10              | #10             | N/A        |
| Taiwán G-Music Combo Charts                | #2               | #2              | Platino    |
| Taiwán G-Music Mandarin Charts             | #2               | #2              | Platino    |
| Taiwán Five Music Charts                   | #2               | #2              | Platino    |
| Tailandia B2S International Category Chart | #1               | #1              | Oro        |